# Elecciones provinciales de San Luis de 2011
Las elecciones generales 2011 de la provincia de San Luis se realizaron en 23 de octubre de 2011 junto con las elecciones presidenciales en Argentina. Se eligieron gobernador y vicegobernador, 3 senadores nacionales, 2 diputados nacionales, 5 senadores provinciales, 25 diputados provinciales y 19 intendentes. Fue elegido gobernador Claudio Poggi.

## Renovación Legislativa
| Departamento              | Cámara de Diputados | Cámara de Diputados | Cámara de Diputados | Cámara de Senadores | Cámara de Senadores |
| Departamento              | Diputados           | A renovar           | Mandato             | Senadores           | A renovar           |
| ------------------------- | ------------------- | ------------------- | ------------------- | ------------------- | ------------------- |
| Ayacucho                  | 4                   | 4                   | 2011-2015           | 1                   | —                   |
| Belgrano                  | 3                   | 2                   | 2011-2013           | 1                   | —                   |
| Chacabuco                 | 4                   | 4                   | 2011-2015           | 1                   | 1                   |
| Coronel Pringles          | 3                   | —                   | —                   | 1                   | 1                   |
| General Pedernera         | 10                  | 10                  | 2011-2015           | 1                   | —                   |
| General San Martín        | 3                   | 3                   | 2011-2015           | 1                   | —                   |
| Gobernador Dupuy          | 3                   | 2                   | 2011-2013           | 1                   | 1                   |
| Junín                     | 3                   | —                   | —                   | 1                   | 1                   |
| Juan Martín de Pueyrredón | 10                  | —                   | —                   | 1                   | 1                   |
| Total                     | 43                  | 25                  |                     | 9                   | 5                   |

## Resultados

### Primarias
| Partido/Alianza            | Partido/Alianza            | Interna                   | Fórmula                | Fórmula                | Interna         | Interna         | Partido | Partido |
| Partido/Alianza            | Partido/Alianza            | Interna                   | Gobernador             | Vicegobernador         | Votos           | %               | Votos   | %       |
| -------------------------- | -------------------------- | ------------------------- | ---------------------- | ---------------------- | --------------- | --------------- | ------- | ------- |
|                            | Compromiso Federal         | Lista 1                   | Claudio Poggi          | Jorge Raúl Díaz        | 119.834         | 100             | 119.834 | 55,73   |
|                            | Frente para la Victoria    | Celeste y Blanca K        | Alfonso Hernán Vergés  | Diego Martín Sáber     | 46.230          | 94,22           | 49.065  | 22,82   |
| Frente Nacional y Popular  | Frente para la Victoria    | Eduardo Gastón Mónes Ruiz | Miguel Ángel Roca      | 2.020                  | 4,12            |                 | 49.065  | 22,82   |
| Convergencia Democrática   | Frente para la Victoria    | Enrique Alejandro Miranda | Alberto Adelmo Soria   | 815                    | 1,66            |                 | 49.065  | 22,82   |
|                            | Frente Unidos por San Luis | San Luis Unido            | José Luis Riccardo     | Facundo Andrés Endeiza | 45.665          | 99,01           | 46.122  | 21,45   |
| Socialismo y Participación | Frente Unidos por San Luis | Ernesto Abel Barrios      | María Pereyra González | 457                    | 0,99            |                 | 46.122  | 21,45   |
| Votos positivos            | Votos positivos            | Votos positivos           | Votos positivos        | Votos positivos        | Votos positivos | Votos positivos | 215.021 | 86,10   |
| Votos en blanco            | Votos en blanco            | Votos en blanco           | Votos en blanco        | Votos en blanco        | Votos en blanco | Votos en blanco | 32.194  | 12,89   |
| Votos anulados             | Votos anulados             | Votos anulados            | Votos anulados         | Votos anulados         | Votos anulados  | Votos anulados  | 2.508   | 1,00    |
| Total de votos             | Total de votos             | Total de votos            | Total de votos         | Total de votos         | Total de votos  | Total de votos  | 249.723 | 100     |
| Fuente:                    |                            |                           |                        |                        |                 |                 |         |         |

### Enmienda constitucional
Enmienda constitucional que establece el derecho a la inclusión social, digital y el reconocimiento a las culturas originarias.
| Opción                | Votos   | %     |
| --------------------- | ------- | ----- |
| Sí                    | 72.292  | 81,16 |
| No                    | 16.785  | 18,84 |
| Votos positivos       | 89.077  | 35,33 |
| Votos en blanco       | 161.999 | 64,26 |
| Votos anulados        | 1.030   | 0,41  |
| Participación         | 252.106 | 80,79 |
| Electores registrados | 312.046 | 100   |
| Fuente:               |         |       |

### Gobernador y vicegobernador
| Fórmula               | Fórmula                | Partido               | Partido                    | Votos   | %     |
| Gobernador            | Vicegobernador         | Partido               | Partido                    | Votos   | %     |
| --------------------- | ---------------------- | --------------------- | -------------------------- | ------- | ----- |
| Claudio Poggi         | Jorge Raúl Díaz        |                       | Compromiso Federal         | 129.170 | 57,81 |
| Alfonso Hernán Vergés | Diego Martín Sáber     |                       | Frente para la Victoria    | 56.896  | 25,46 |
| José Luis Riccardo    | Facundo Andrés Endeiza |                       | Frente Unidos por San Luis | 37.378  | 16,73 |
| Votos positivos       | Votos positivos        | Votos positivos       | Votos positivos            | 223.444 | 88,63 |
| Votos en blanco       | Votos en blanco        | Votos en blanco       | Votos en blanco            | 26.437  | 10,49 |
| Votos nulos           | Votos nulos            | Votos nulos           | Votos nulos                | 2.225   | 0.88  |
| Participación         | Participación          | Participación         | Participación              | 252.106 | 80,79 |
| Electores registrados | Electores registrados  | Electores registrados | Electores registrados      | 312.046 | 100   |
| Fuente:               |                        |                       |                            |         |       |

### Cámara de Diputados
| ← 2009 · Cámara de Diputados · 2013 → | ← 2009 · Cámara de Diputados · 2013 →       | ← 2009 · Cámara de Diputados · 2013 → | ← 2009 · Cámara de Diputados · 2013 → | ← 2009 · Cámara de Diputados · 2013 → |
| Partido                               | Partido                                     | Votos                                 | %                                     | Bancas                                |
| ------------------------------------- | ------------------------------------------- | ------------------------------------- | ------------------------------------- | ------------------------------------- |
|                                       | Compromiso Federal                          | 52.906                                | 59,29                                 | 17/25                                 |
|                                       | Frente para la Victoria                     | 20.820                                | 23,33                                 | 4/25                                  |
|                                       | Frente Unidos por San Luis                  | 10.260                                | 11,50                                 | 2/25                                  |
|                                       | Movimiento Vecinal Independiente Provincial | 3.458                                 | 3,88                                  | 2/25                                  |
|                                       | Partido Demócrata Independiente             | 1.655                                 | 1,85                                  |                                       |
|                                       | Fuerza Nueva                                | 134                                   | 0,15                                  |                                       |
| Votos positivos                       | Votos positivos                             | 89.233                                | 80,35                                 |                                       |
| Votos en blanco                       | Votos en blanco                             | 20.912                                | 18,83                                 |                                       |
| Votos nulos                           | Votos nulos                                 | 914                                   | 0,82                                  |                                       |
| Participación                         | Participación                               | 111.059                               | 81,51                                 |                                       |
| Electores registrados                 | Electores registrados                       | 136.245                               | 100                                   |                                       |
| Fuente:                               |                                             |                                       |                                       |                                       |

#### Resultados por departamentos
| Ayacucho 4 Diputados Mandato: 2011-2015           | Ayacucho 4 Diputados Mandato: 2011-2015     | Ayacucho 4 Diputados Mandato: 2011-2015 | Ayacucho 4 Diputados Mandato: 2011-2015 | Ayacucho 4 Diputados Mandato: 2011-2015 | Ayacucho 4 Diputados Mandato: 2011-2015 |
| Partido                                           | Partido                                     | Votos                                   | %                                       | Bancas                                  | Candidatos |
| ------------------------------------------------- | ------------------------------------------- | --------------------------------------- | --------------------------------------- | --------------------------------------- | --- |
|                                                   | Compromiso Federal                          | 5.348                                   | 54,99                                   | 3/4                                     | 1. Demetrio Augusto Alume 2. Rubén Darío Jurado 3. Ana Doly Glellel 4. Walter Omar Gatica |
|                                                   | Frente para la Victoria                     | 2.849                                   | 29,30                                   | 1/4                                     | 1. Juan Ezequiel Apendino 2. Jorge Alberto Castro 3. Patricia del Valle Romero 4. Lucía del Valle Ávila |
|                                                   | Frente Unidos por San Luis                  | 1.528                                   | 15,71                                   | 0/4                                     | 1. Héctor Casal 2. Gustavo Ariel Alcaraz 3. Beatriz Liliana Gulino 4. Beatriz Ceferina Nieto |
| Votos positivos                                   | Votos positivos                             | 9.725                                   | 82,04                                   |                                         | |
| Votos en blanco                                   | Votos en blanco                             | 2.079                                   | 17,54                                   |                                         | |
| Votos nulos                                       | Votos nulos                                 | 50                                      | 0,42                                    |                                         | |
| Participación                                     | Participación                               | 11.854                                  | 78,94                                   |                                         | |
| Electores registrados                             | Electores registrados                       | 15.016                                  | 100                                     |                                         | |
| Belgrano 2 Diputados Mandato: 2011-2013           |                                             |                                         |                                         |                                         | |
| Partido/Alianza                                   | Partido/Alianza                             | Votos                                   | %                                       | Bancas                                  | Candidatos |
|                                                   | Frente para la Victoria                     | 1.124                                   | 48,36                                   | 1/2                                     | 1. Sergio Luis Amieva 2. Valeria Paola Arce |
|                                                   | Compromiso Federal                          | 1.110                                   | 47,76                                   | 1/2                                     | 1. Juan Carlos García 2. Norma Lidia Villegas Durán |
|                                                   | Frente Unidos por San Luis                  | 90                                      | 3,87                                    | 0/2                                     | 1. Lidia Rita Pedraza 2. Julio Argentino Rosales |
| Votos positivos                                   | Votos positivos                             | 2.324                                   | 92,59                                   |                                         | |
| Votos en blanco                                   | Votos en blanco                             | 176                                     | 7,01                                    |                                         | |
| Votos nulos                                       | Votos nulos                                 | 10                                      | 0,40                                    |                                         | |
| Participación                                     | Participación                               | 2.510                                   | 80,94                                   |                                         | |
| Electores registrados                             | Electores registrados                       | 3.101                                   | 100                                     |                                         | |
| Chacabuco 4 Diputados Mandato: 2011-2015          |                                             |                                         |                                         |                                         | |
| Partido                                           | Partido                                     | Votos                                   | %                                       | Bancas                                  | Candidatos |
|                                                   | Compromiso Federal                          | 5.340                                   | 47,32                                   | 2/4                                     | 1. José Luis Gauna 2. Claudio Daniel Peralta 3. María Guedi del Rosario Ortiz 4. María del Carmen Portela |
|                                                   | Movimiento Vecinal Independiente Provincial | 2.515                                   | 22,29                                   | 1/4                                     | 1. Néstor Daniel Elías 2. Sonia Daniela Pérez 3. Ilsa Elena Arias 4. Gustavo Ariel Domínguez |
|                                                   | Frente Unidos por San Luis                  | 1.792                                   | 15,88                                   | 1/4                                     | 1. Martín Ramón González 2. María Margarita Cuello 3. Oscar Rómulo Battistello 4. Aída Haydee Godoy |
|                                                   | Frente para la Victoria                     | 1.503                                   | 13,32                                   | 0/4                                     | 1. José Andrés Rodríguez 2. Antonio Sabino Nievas 3. Miriam Lorena Torres 4. Ángel Raúl Agüero |
|                                                   | Fuerza Nueva                                | 134                                     | 1,19                                    | 0/4                                     | 1. Augusto Cecilio Quiroga 2. Verónica Cristina Horodeski 3. Araceli Zenona Cuello 4. Miguel Ángel Oyola |
| Votos positivos                                   | Votos positivos                             | 11.284                                  | 84,82                                   |                                         | |
| Votos en blanco                                   | Votos en blanco                             | 1.964                                   | 14,76                                   |                                         | |
| Votos nulos                                       | Votos nulos                                 | 55                                      | 0,41                                    |                                         | |
| Participación                                     | Participación                               | 13.303                                  | 84,59                                   |                                         | |
| Electores registrados                             | Electores registrados                       | 15.727                                  | 100                                     |                                         | |
| General Pedernera 10 Diputados Mandato: 2011-2015 |                                             |                                         |                                         |                                         | |
| Partido                                           | Partido                                     | Votos                                   | %                                       | Bancas                                  | Candidatos |
|                                                   | Compromiso Federal                          | 35.618                                  | 61,85                                   | 7/10                                    | Ver candidatos: 1. Ramón Alfredo Domínguez 2. Blanca Renee Pereyra 3. Joaquín Juan Surroca 4. Gonzalo Javier Estrada 5. Alberto Manuel Magallanes 6. Lydia Ivonne Ruiz 7. Aniceto Marcos Cuello 8. Juvein Roberto Quiroga 9. Omar Alberto Panero 10. Manuel Orlando Grillo             |
|                                                   | Frente para la Victoria                     | 13.484                                  | 23,41                                   | 2/10                                    | Ver candidatos: 1. José Antonio Giraudo 2. Luis Héctor Foresto 3. Nancy Delia Sequeira 4. Hugo Ernesto Carena 5. Roberto Oscar Albero 6. Emilce Griselda Bergesio 7. Luis Fernando Javier Zapata 8. Ramón Alberto Quiñónez 9. Sonia Beatriz Fernández 10. Gabriela Soledad Villalba    |
|                                                   | Frente Unidos por San Luis                  | 6.834                                   | 11,87                                   | 1/10                                    | Ver candidatos: 1. Walter Alberto Ceballos 2. Miriam Rosa Coria 3. Lilian Graciela Sánchez Clavero 4. Héctor Carlos Berro 5. Santiago Velázquez 6. Mónica Alejandra Gómez 7. Antonio Gustavo Guanco 8. Martha Edith Palacios 9. Ramón Ariel Guerrero                                   |
|                                                   | Partido Demócrata Independiente             | 1.655                                   | 2,87                                    | 0/4                                     | Ver candidatos: 1. Hugo Daniel Gonella 2. Silvia Acneris Brunetti 3. María Belén Bernardis 4. Laureano Gerónimo Landaburu 5. Alejandro Roque Pelichotti 6. Silvia Ester Ribeiro 7. Juan Santiago Bernardi 8. Luis Emanuel Correa Otazú 9. Andrea Marian Lara 10. Hugo Daniel Bergamini |
| Votos positivos                                   | Votos positivos                             | 57.591                                  | 79,02                                   |                                         | |
| Votos en blanco                                   | Votos en blanco                             | 14.583                                  | 20,01                                   |                                         | |
| Votos nulos                                       | Votos nulos                                 | 708                                     | 0,97                                    |                                         | |
| Participación                                     | Participación                               | 72.882                                  | 81,14                                   |                                         | |
| Electores registrados                             | Electores registrados                       | 89.826                                  | 100                                     |                                         | |
| General San Martín 3 Diputados Mandato: 2011-2015 |                                             |                                         |                                         |                                         | |
| Partido                                           | Partido                                     | Votos                                   | %                                       | Bancas                                  | Candidatos |
|                                                   | Compromiso Federal                          | 1.736                                   | 54,54                                   | 2/3                                     | 1. Edgar Wilfredo Mirábile 2. Héctor Alejandro Hernández 3. Teresa Lobos Sarmiento |
|                                                   | Movimiento Vecinal Independiente Provincial | 943                                     | 29,63                                   | 1/3                                     | 1. Carlos Raúl Aguilar 2. Regina Zulema Funes 3. José Róquez Ávila |
|                                                   | Frente para la Victoria                     | 488                                     | 15,33                                   | 0/3                                     | 1. Sully Fany Garro 2. José Raúl Sosa 3. Juan Mario Barrio |
|                                                   | Frente Unidos por San Luis                  | 16                                      | 0,50                                    | 0/3                                     | 1. César Martínez 2. José Ángel Orozco 3. Angélica Irma Barroso |
| Votos positivos                                   | Votos positivos                             | 3.183                                   | 91,13                                   |                                         | |
| Votos en blanco                                   | Votos en blanco                             | 231                                     | 6,61                                    |                                         | |
| Votos nulos                                       | Votos nulos                                 | 79                                      | 2,26                                    |                                         | |
| Participación                                     | Participación                               | 3.493                                   | 83,93                                   |                                         | |
| Electores registrados                             | Electores registrados                       | 4.162                                   | 100                                     |                                         | |
| Gobernador Dupuy 2 Diputados Mandato: 2011-2013   |                                             |                                         |                                         |                                         | |
| Partido                                           | Partido                                     | Votos                                   | %                                       | Bancas                                  | Candidatos |
|                                                   | Compromiso Federal                          | 3.754                                   | 73,23                                   | 2/2                                     | 1. Gerardo Daniel Díaz 2. Virginia Isabel Bazán Travaglia |
|                                                   | Frente para la Victoria                     | 1.372                                   | 26,77                                   | 0/2                                     | 1. Eduardo Tomás Álvarez 2. Dalia Jessica Rivero |
| Votos positivos                                   | Votos positivos                             | 5.126                                   | 73,05                                   |                                         | |
| Votos en blanco                                   | Votos en blanco                             | 1.879                                   | 26,78                                   |                                         | |
| Votos nulos                                       | Votos nulos                                 | 12                                      | 0,17                                    |                                         | |
| Participación                                     | Participación                               | 7.017                                   | 83,41                                   |                                         | |
| Electores registrados                             | Electores registrados                       | 8.413                                   | 100                                     |                                         | |

### Cámara de Senadores
| ← 2009 · Cámara de Senadores · 2013 → | ← 2009 · Cámara de Senadores · 2013 →       | ← 2009 · Cámara de Senadores · 2013 → | ← 2009 · Cámara de Senadores · 2013 → | ← 2009 · Cámara de Senadores · 2013 → |
| Partido                               | Partido                                     | Votos                                 | %                                     | Bancas                                |
| ------------------------------------- | ------------------------------------------- | ------------------------------------- | ------------------------------------- | ------------------------------------- |
|                                       | Compromiso Federal                          | 70.423                                | 53,32                                 | 5/5                                   |
|                                       | Frente para la Victoria                     | 39.350                                | 29,79                                 |                                       |
|                                       | Frente Unidos por San Luis                  | 15.574                                | 11,79                                 |                                       |
|                                       | Partido Demócrata Independiente             | 3.147                                 | 2,38                                  |                                       |
|                                       | Movimiento Vecinal Independiente Provincial | 2.722                                 | 2,06                                  |                                       |
|                                       | Movimiento Socialista de los Trabajadores   | 754                                   | 0,57                                  |                                       |
|                                       | Fuerza Nueva                                | 118                                   | 0,09                                  |                                       |
| Votos positivos                       | Votos positivos                             | 132.088                               | 81,86                                 |                                       |
| Votos en blanco                       | Votos en blanco                             | 27.919                                | 17,30                                 |                                       |
| Votos nulos                           | Votos nulos                                 | 1.360                                 | 0,84                                  |                                       |
| Participación                         | Participación                               | 161.367                               | 80,70                                 |                                       |
| Electores registrados                 | Electores registrados                       | 199.941                               | 100                                   |                                       |
| Fuente:                               |                                             |                                       |                                       |                                       |

#### Resultados por departamentos
| Chacabuco 1 Senador                 | Chacabuco 1 Senador   | Chacabuco 1 Senador                         | Chacabuco 1 Senador | Chacabuco 1 Senador |
| Candidato                           | Partido/Alianza       | Partido/Alianza                             | Votos               | %                   |
| ----------------------------------- | --------------------- | ------------------------------------------- | ------------------- | ------------------- |
| Jorge Omar Fernández                |                       | Compromiso Federal                          | 5.682               | 51,30               |
| María Cristina Maldonado            |                       | Movimiento Vecinal Independiente Provincial | 2.351               | 21,22               |
| Nolberto Juan Coniglio              |                       | Frente Unidos por San Luis                  | 1.692               | 15,27               |
| Remigio Irineo Aimale               |                       | Frente para la Victoria                     | 1.234               | 11,14               |
| Juan Osmar Quiroga                  |                       | Fuerza Nueva                                | 118                 | 1,07                |
| Votos positivos                     | Votos positivos       | Votos positivos                             | 11.077              | 83,27               |
| Votos en blanco                     | Votos en blanco       | Votos en blanco                             | 2.158               | 16,22               |
| Votos nulos                         | Votos nulos           | Votos nulos                                 | 68                  | 0,51                |
| Participación                       | Participación         | Participación                               | 13.303              | 84,59               |
| Electores registrados               | Electores registrados | Electores registrados                       | 15.727              | 100                 |
| Coronel Pringles 1 Senador          |                       |                                             |                     |                     |
| Candidato                           | Partido/Alianza       | Partido/Alianza                             | Votos               | %                   |
| Dominga Estela Torres               |                       | Compromiso Federal                          | 4.114               | 61,17               |
| Héctor Hugo Ojeda                   |                       | Frente para la Victoria                     | 1.086               | 16,15               |
| Estela Mary Puliti                  |                       | Frente Unidos por San Luis                  | 1.525               | 22,68               |
| Votos positivos                     | Votos positivos       | Votos positivos                             | 6.725               | 78,54               |
| Votos en blanco                     | Votos en blanco       | Votos en blanco                             | 1.786               | 20,86               |
| Votos nulos                         | Votos nulos           | Votos nulos                                 | 52                  | 0,61                |
| Participación                       | Participación         | Participación                               | 8.563               | 81,80               |
| Electores registrados               | Electores registrados | Electores registrados                       | 10.468              | 100                 |
| Gobernador Dupuy 1 Senador          |                       |                                             |                     |                     |
| Candidato                           | Partido/Alianza       | Partido/Alianza                             | Votos               | %                   |
| Sergio Gustavo Freixes              |                       | Compromiso Federal                          | 3.828               | 100                 |
| Votos positivos                     | Votos positivos       | Votos positivos                             | 3.828               | 54,55               |
| Votos en blanco                     | Votos en blanco       | Votos en blanco                             | 3.177               | 45,28               |
| Votos nulos                         | Votos nulos           | Votos nulos                                 | 12                  | 0,17                |
| Participación                       | Participación         | Participación                               | 7.017               | 83,41               |
| Electores registrados               | Electores registrados | Electores registrados                       | 8.413               | 100                 |
| Junín 1 Senador                     |                       |                                             |                     |                     |
| Candidato                           | Partido/Alianza       | Partido/Alianza                             | Votos               | %                   |
| Pablo Edgardo Moreno                |                       | Compromiso Federal                          | 6.958               | 50,57               |
| Tomás Alejandro Palacio             |                       | Frente para la Victoria                     | 3.049               | 22,16               |
| Oscar Adrián Oviedo                 |                       | Frente Unidos por San Luis                  | 3.380               | 24,57               |
| Ramón Alex Posse                    |                       | Movimiento Vecinal Independiente Provincial | 371                 | 2,70                |
| Votos positivos                     | Votos positivos       | Votos positivos                             | 13.758              | 81,65               |
| Votos en blanco                     | Votos en blanco       | Votos en blanco                             | 2.927               | 17,37               |
| Votos nulos                         | Votos nulos           | Votos nulos                                 | 165                 | 0,98                |
| Participación                       | Participación         | Participación                               | 16.850              | 79,23               |
| Electores registrados               | Electores registrados | Electores registrados                       | 21.267              | 100                 |
| Juan Martín de Pueyrredón 1 Senador |                       |                                             |                     |                     |
| Candidato                           | Partido/Alianza       | Partido/Alianza                             | Votos               | %                   |
| María Angélica Torrontegui          |                       | Compromiso Federal                          | 49.841              | 51,54               |
| Iris del Valle Ávila                |                       | Frente para la Victoria                     | 33.981              | 35,14               |
| Edgar Alberto Medina                |                       | Frente Unidos por San Luis                  | 8.977               | 9,28                |
| Guillermo Emilio Sabelli            |                       | Partido Demócrata Independiente             | 3.147               | 3,25                |
| César Gustavo Vásquez               |                       | Movimiento Socialista de los Trabajadores   | 754                 | 0,78                |
| Votos positivos                     | Votos positivos       | Votos positivos                             | 96.700              | 83,63               |
| Votos en blanco                     | Votos en blanco       | Votos en blanco                             | 17.871              | 15,45               |
| Votos nulos                         | Votos nulos           | Votos nulos                                 | 1.063               | 0,92                |
| Participación                       | Participación         | Participación                               | 115.634             | 80,26               |
| Electores registrados               | Electores registrados | Electores registrados                       | 144.066             | 100                 |